# Anton Waldner
Anton Waldner (* 1960 in Lienz) ist ein Brigadier außer Dienst des österreichischen Bundesheeres und ehemaliger Militärkommandant von Salzburg.

## Militärische Laufbahn
Anton Waldner trat Anfang der 1980er Jahre in das Bundesheer ein, wurde an der Theresianischen Militärakademie ausgebildet und war anschließend mehrere Jahre Ausbildungsoffizier und Kompaniekommandant.

### Dienst als Stabsoffizier
1991 bis 1994 absolviert er den 13. Generalstabslehrgang an der Landesverteidigungsakademie in Wien.
Später war er unter anderem als Kommandant des Jägerbataillons 15 und Kommandant der 6. Jägerbrigade tätig.

### Dienst im Generalsrang
Von 11. Juli 2018 bis 1. April 2023 Militärkommandant von Salzburg.

### Auslandseinsätze
- zweimal im Rahmen der KFOR im Kosovo[2], 2014 bis 2015 war er dabei stellvertretender KFOR Kommandeur[3]
- März 2017 bis März 2018 als Kommandeur der EUFOR in Bosnien und Herzegowina[2]

## Privates
Waldner ist verheiratet und hat zwei Kinder.